# Rytigynia seyrigii
Rytigynia seyrigii är en måreväxtart som beskrevs av Alberto Judice Leote Cavaco. Rytigynia seyrigii ingår i släktet Rytigynia och familjen måreväxter.
Artens utbredningsområde är Madagaskar.

## Underarter
Arten delas in i följande underarter:
- R. s. bosseri
- R. s. seyrigii